# عشق کولی (ترانه)
«عشق کولی» تک‌آهنگی از هنرمند اهل مکزیک آلخاندرو فرناندس، بیانسه است.